# Bloc de l'Est

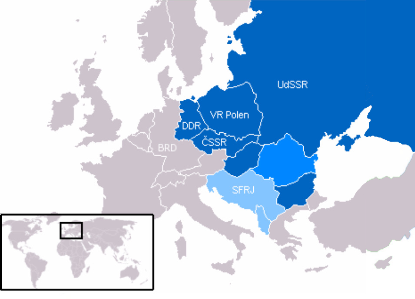
Bloc de l'Est.

Durant la Guerra Freda, el Bloc de l'Est, també anomenat Bloc soviètic, Bloc comunista, Bloc socialista i Camp socialista, comprenia els següents països d'Europa central i oriental: la Unió Soviètica, Bulgària, Romania, Hongria, la República Democràtica Alemanya, Polònia, Txecoslovàquia i - fins als anys 60 - Albània. El Bloc de l'Est sol considerar-se idèntic al Pacte de Varsòvia. Una altra de les organitzacions que reunien als països del bloc era el Consell d'Assistència Econòmica Mútua.
Iugoslàvia mai va formar part del Bloc de l'Est ni del Pacte de Varsòvia. Malgrat de ser un Estat socialista, el seu líder Josip Broz Tito va arribar al poder gràcies al seu comandament sobre la resistència partisana durant la Segona Guerra Mundial i sempre va mantenir una política de distanciament i autonomia respecte de la influent Unió Soviètica. El govern iugoslau es va mantenir neutral durant la Guerra Freda i va ser un dels fundadors del Moviment dels No-Alineats.
Per la seva banda, el govern d'Albània —titllat d'estalinista— també va assolir el poder sense ajuda soviètica a conseqüència de la Segona Guerra Mundial. Albània va trencar la seva relació amb la Unió Soviètica a principis dels anys 1960, alineant-se amb la República Popular de la Xina i la seva posició antirrevisionista.
Les nacions del Bloc de l'Est van ser, a vegades, mantingudes dintre de l'esfera d'influència soviètica mitjançant la força militar. L'Exèrcit Roig va envair Hongria el 1956 després d'una revolta anticomunista. També Txecoslovàquia va ser envaïda, en el 1968 i per tropes del Pacte de Varsòvia, amb l'objecte de posar fi a un període de liberalització conegut com la Primavera de Praga. Aquesta política va ser denominada Doctrina Bréjnev i es convalidava, segons l'argumentació soviètica, en l'obligació que tenien els estats socialistes de sostenir-se els uns als altres d'acord amb el que estableix el Pacte de Varsòvia. La Primavera de Praga no era per als seus crítics altra cosa que una tornada progressiva al capitalisme, el que justificava segons aquest raonament la intervenció militar. Els crítics de la Unió Soviètica parlaven a la vegada d'imperialisme.
El Bloc de l'Est es va dissoldre pel col·lapse dels diferents estats socialistes que la formaven, gairebé tots els quals van deixar directament d'existir. El cop definitiu va ser la dissolució de la Unió de Repúbliques Socialistes Soviètiques, bastió polític i militar del Bloc, fins al 1991.

## Terminologia
El terme Bloc de l'Est sovint s'utilitzava indistintament amb el terme Segon Món. Aquest ús més ampli del terme inclouria no només la Xina maoista i Cambodja, sinó també satèl·lits soviètics de curta durada com la Segona República del Turquestan Oriental (1944–1949), la República Popular de l'Azerbaidjan (1945–1946) i la República de Mahabad (1946), així com els estats marxistes-leninistes que es trobaven a cavall entre el Segon i el Tercer Món abans del final de la Guerra Freda: la República Democràtica Popular del Iemen (des de 1967), la República Popular del Congo (des de 1969), la República Popular de Benín, la República Popular d'Angola i la República Popular de Moçambic des de 1975, el Govern Revolucionari Popular de Grenada de 1979 a 1983, el Derg / República Democràtica Popular d'Etiòpia des de 1974 i la República Democràtica Somali des de 1969 fins a la Guerra d'Ogaden el 1977. Tot i que no eren marxistes-leninistes, els líders de la Síria baasista consideraven oficialment els seus països com a part del Bloc Socialista i van establir una estreta aliança econòmica i militar amb la Unió Soviètica.
Molts estats van ser acusats pel Bloc Occidental de pertànyer al Bloc Oriental quan formaven part del Moviment de Països No-alineats. La definició més limitada del Bloc Oriental només inclouria els estats del Pacte de Varsòvia i la República Popular de Mongòlia com a antics estats satèl·lit dominats majoritàriament per la Unió Soviètica. El desafiament de Cuba al control soviètic complet va ser prou notable com per excloure Cuba com a estat satèl·lit, ja que de vegades intervenia en altres països del Tercer Món fins i tot quan la Unió Soviètica s'hi oposava.
L'ús posterior al 1991 del terme Bloc de l'Est pot ser més limitat en referir-se als estats que van formar el Pacte de Varsòvia (1955–1991) i Mongòlia (1924–1991), que ja no són estats comunistes. De vegades se'ls anomena més generalment els països de l'Europa de l'Est sota el comunisme, excloent Mongòlia, però incloent-hi Iugoslàvia i Albània, que s'havien separat de la Unió Soviètica a la dècada del 1960.
Tot i que Iugoslàvia era un país socialista, no era membre del COMECON ni del Pacte de Varsòvia. En separar-se de l'URSS el 1948, Iugoslàvia no pertanyia a l'Est, però tampoc no pertanyia a l'Oest a causa del seu sistema socialista i la seva condició de membre fundador del Moviment de Països No-alineats. Tanmateix, algunes fonts consideren que Iugoslàvia és membre del Bloc de l'Est. D'altres consideren que Iugoslàvia no n'és membre després que trenqués amb la política soviètica en la ruptura entre Tito i Stalin.|

## Llista d'estats

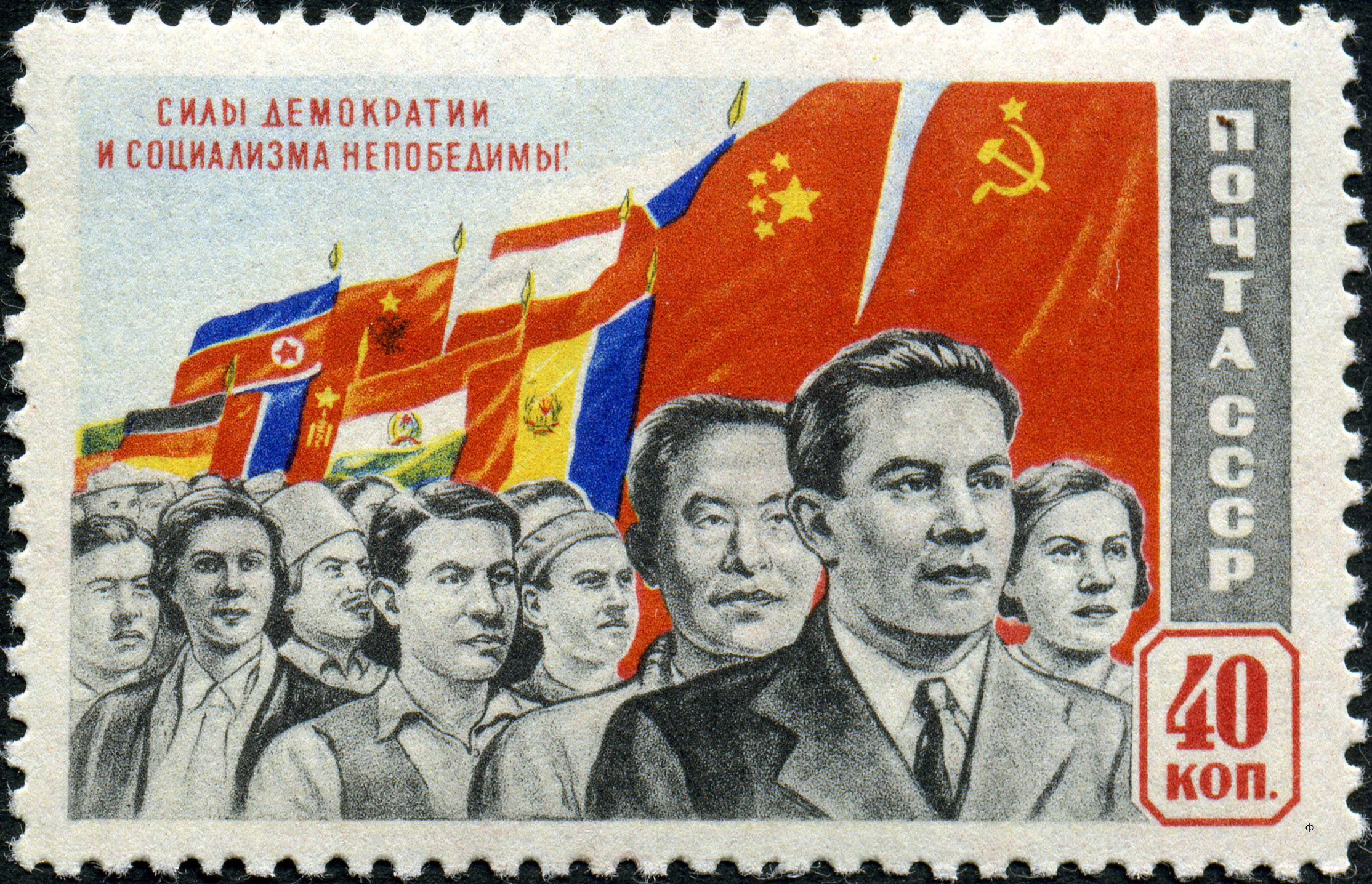
Segell soviètic de 1950, que representa les banderes i els pobles dels estats comunistes de l'època, inclosos els de l'Europa de l'Est

### Pacte de Varsòvia(1955–1991)
- República Popular d'Albània (1946–1991, va deixar de participar en les activitats del COMECON i del Pacte de Varsòvia el 1961, i després es va retirar oficialment del WP el 1968 i del COMECON el 1987)

- República Popular de Bulgària (1946–1990)

- República Socialista Txecoslovaca (1948–1989)

- Alemanya Oriental (1949–1989)

- República Popular d'Hongria (1949–1989)

- República Popular de Polònia (1947–1989)

- República Socialista de Romania (1947–1989, participació limitada en les activitats del Pacte de Varsòvia després de 1964)

- Unió Soviètica (1922–1991; abans República Socialista Federativa Soviètica de Rússia, 1917–1922)

- - República Socialista Soviètica de Bielorússia (1919–1991, estat membre de l'ONU des de 1945)

- - República Socialista Soviètica d'Ucraïna (1919–1991, estat membre de l'ONU des de 1945)

### Altres estats comunistes
- República Democràtica de l'Afganistan (1978–1991)

- República Popular d'Angola (1975–1991)

- República Popular de Benin (1975–1990)

- Burkina Faso (1983–1987)

- República Popular de Kamputxea (1979–1989)

- - Estat de Cambodja (1989–1991)

- República Popular de la Xina (1949–1961)

- República Popular del Congo (1963–1991)

- Cuba (1959–1991)

- República Popular d'Etiopia (1987–1991)

- - Junta militar etíop (1974–1987)

- Grenada (1979–1983)

- Corea del Nord (1948–1990)

- Laos (1975–1989)

- República democràtica de Madagascar (1975–1990)

- República Popular de Mongòlia (1924–1990)

- República Popular de Moçambic (1975–1990)

- Nicaragua (1979–1990)

- Somàlia (1969–1977)

- Iemen del Sud (1967–1990)

- Vietnam (1976–1989)

- - República Democràtica del Vietnam (1954–1976)

- -     - govern revolucionari provisional de la República de Vietnam del Sud (1975–1976)

- República Federal Socialista de Iugoslàvia (1945–1948)

### Altres estats alineats
- Algèria (1962–1991)

- Bangladesh (1971–1975)

Estats que tenien governs comunistes en vermell, estats que la Unió Soviètica creia en un moment donat que s'estaven movent cap al socialisme en taronja i altres estats aliats amb la Unió Soviètica en algun moment en groc

- República Socialista de la Unió de Birmània (1962-1988)

- Burundi (1966–1991)

- Txad (1979–1982)

- Cap Verd (1975–1990)

- Xile (1970–1973)[17]

- Comoros (1975–1978)

- Djibouti (1981–1991)

- República d'Egipte (1953–1958)

- - República Àrab Unida (1958–1971)

- -     - República àrab d'Egipte]] (1971–1974)

- Guinea Equatorial (1968–1979)

- Ghana (1960–1966)

- Guinea (1960–1984)

- Guinea Bissau (1973–1991)

- Guyana (1980–1991)

- Índia (1971–1991)

- Indonèsia (1959–1965)

- Iran (1979–1991)

- República de l'Iraq (1958–1963)

- - Iraq Nasserista (1963–1968)

- -     - República de l'Iraq (1968-2003) (1968–1979)

- Israel (1948–1953)[18]

- Líbia sota el règim de Moammar al-Gaddafi (1969–1991)

- Mali (1960–1991)

- República de Mauritania (1960-1978)

- Perú (1968–1975)

- República Àrab Sahrauí Democràtica (1976–1991)

- São Tomé i Príncipe (1975–1991)

- Seychelles (1977–1991)

- Republica Democràtica del Sudan (1969–1971)

- Suriname (1980–1987) (1990 –1991)

- República Àrab Unida (1958–1961)

- - Síria baasista (1963–1991)[19][5][6]

- Tanzania (1964–1991)

- Tunisia (1964–1988)

- Uganda ( 1966 – 1971)

- - Tercera república d'Uganda]] (1979-1980)

- -     - Moviment de Resistència Nacional (1986-1991)

- Iemen del Nord (1962–1972)

- Zambia (1964–1991)

- Zimbabwe (1980–1991)

## Història de la Fundació

Canvis a la frontera de la zona del bloc oriental entre 1938 i 1948

El 1922, la RSFS de Rússia, la RSFS d'Ucraïna, la RSFS de Bielorússia i la RSFS de Transcaucàsia van aprovar el Tractat de Creació de l'URSS i la Declaració de Creació de l'URSS, formant la Unió Soviètica. El líder soviètic Ióssif Stalin, que considerava la Unió Soviètica com una illa socialista, va declarar que la Unió Soviètica havia de veure que «l'actual encerclament capitalista sigui substituït per un encerclament socialista».

### Expansió de la Unió Soviètica de 1939 a 1940
El 1939, l'URSS va signar el Pacte Mólotov-Ribbentrop amb l'Alemanya nazi, que contenia un protocol secret que dividia Romania, Polònia, Letònia, Lituània, Estònia i Finlàndia en esferes d'influència alemanya i soviètica. La Polònia oriental, Letònia, Estònia, Finlàndia i Bessaràbia, al nord de Romania, van ser reconegudes com a parts de l’esfera d'influència soviètica. Lituània va ser afegida en un segon protocol secret el setembre de 1939.
La Unió Soviètica havia envaït les porcions de la Polònia oriental que li havien estat assignades pel Pacte Molotov-Ribbentrop dues setmanes després de la invasió alemanya de la Polònia occidental, seguida de la coordinació amb les forces alemanyes a Polònia. Durant l’ocupació de la Polònia Oriental per la Unió Soviètica, els soviètics van liquidar l'estat polonès, i una reunió germano-soviètica va abordar la futura estructura de la regió polonesa. Les autoritats soviètiques van iniciar immediatament una campanya de sovietització de les zones recentment annexionades pels soviètics. Les autoritats soviètiques van col·lectivitzar l'agricultura, i van nacionalitzar i redistribuir la propietat privada i estatal polonesa.
Les ocupacions soviètiques inicials dels països bàltics van tenir lloc a mitjans de juny de 1940, quan les tropes soviètiques de l'NKVD van assaltar els llocs fronterers a Lituània, Estònia i Letònia, seguides de la liquidació de les administracions estatals i la seva substitució per quadres soviètics. Les eleccions al parlament i altres càrrecs es van celebrar amb candidats únics llistats i els resultats oficials van ser fabricats, suposant l'aprovació dels candidats prosoviètics pel 92,8% dels votants a Estònia, el 97,6% a Letònia i el 99,2% a Lituània. Les assemblees populars instal·lades fraudulentment van declarar immediatament cadascun dels tres països corresponents com a Repúbliques Socialistes Soviètiques i van sol·licitar la seva admissió a la Unió Soviètica de Stalin. Això va resultar formalment en l'annexió de Lituània, Letònia i Estònia per part de la Unió Soviètica a l'agost de 1940. La comunitat internacional va condemnar aquesta annexió dels tres països bàltics i la va considerar il·legal.
El 1939, la Unió Soviètica va intentar sense èxit una invasió de Finlàndia, després de la qual les parts van signar un tractat de pau provisional que atorgava a la Unió Soviètica una part de la regió oriental de Carèlia (el 10% del territori finlandès), i es va establir la República Socialista Soviètica Carelo-Finlandesa mitjançant la fusió dels territoris cedits amb la KASSR. Després d'un ultimàtum soviètic del juny de 1940 que exigia Bessaràbia, Bucovina i la regió de Hertsa a Romania, els soviètics van entrar en aquestes zones, Romania va cedir a les demandes soviètiques i els soviètics van ocupar els territoris.

### Front Oriental i conferències aliades

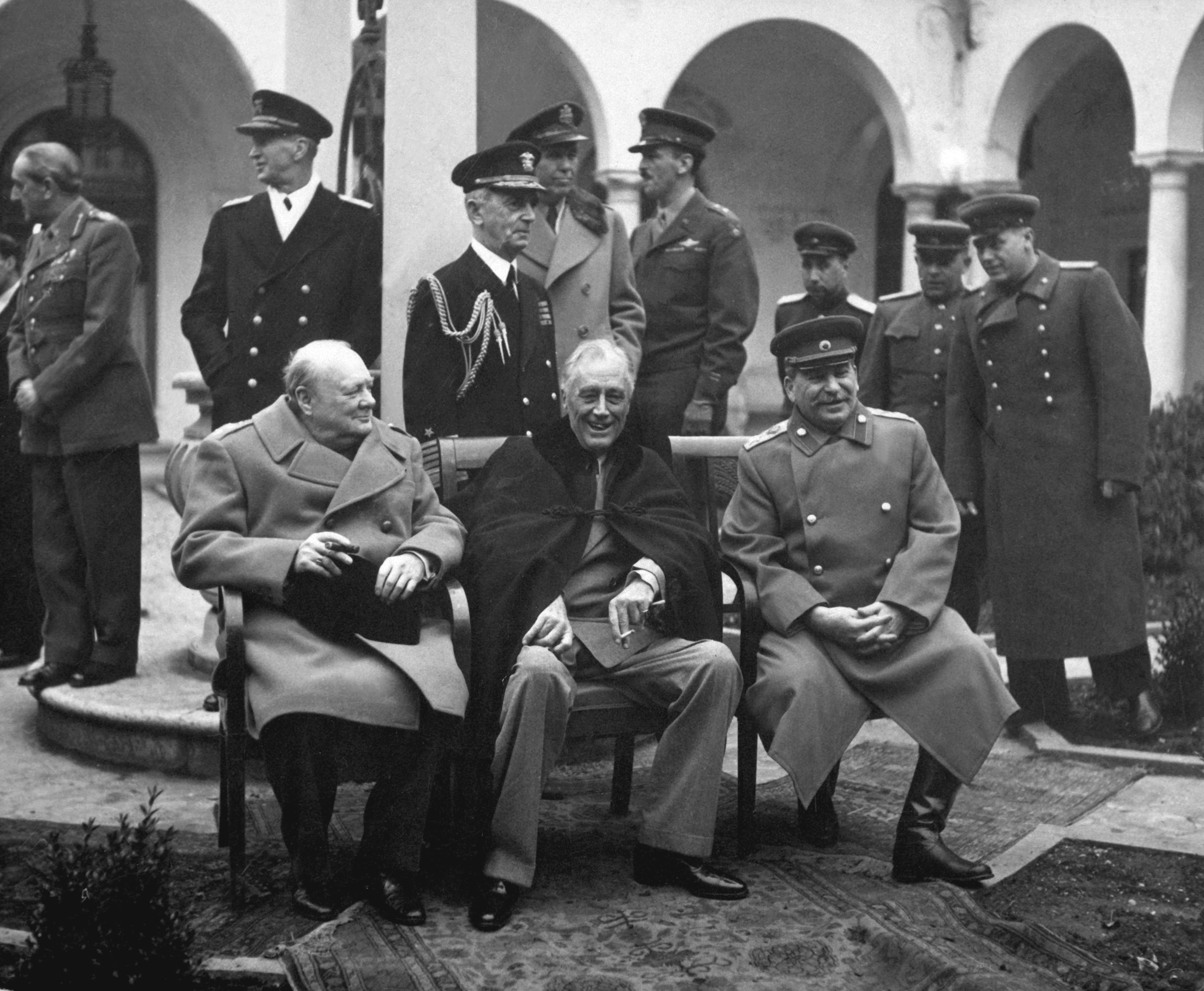
Els Tres Grans (el primer ministre britànic Winston Churchill, el president dels Estats Units Franklin D. Roosevelt i el primer ministre de la Unió Soviètica Joseph Stalin) a la Conferència de Ialta, febrer de 1945

El juny de 1941, Alemanya va trencar el pacte Mólotov-Ribbentrop envaint la Unió Soviètica. Des del moment d'aquesta invasió fins al 1944, les zones annexades per la Unió Soviètica van formar part de l'Ostland alemany (excepte la RSS de Moldàvia). Posteriorment, la Unió Soviètica va començar a empènyer les forces alemanyes cap a l'oest a través d'una sèrie de batalles al front oriental.
Després de la Segona Guerra Mundial a la frontera soviètico-finlandesa, les parts van signar un altre tractat de pau cedint-lo a la Unió Soviètica el 1944, seguit d'una annexió soviètica d'aproximadament els mateixos territoris de l'est de Finlàndia que els del tractat de pau provisional anterior com a part de la República Socialista Soviètica Carelo-Finlandesa.
Del 1943 al 1945, es van celebrar diverses conferències sobre l'Europa de la postguerra que, en part, van abordar la possible annexió soviètica i el control de països de l'Europa Central. Hi havia diversos plans aliats per a l'ordre estatal a l'Europa Central per a la postguerra. Mentre Joseph Stalin intentava aconseguir el màxim nombre possible d'estats sota el control soviètic, el primer ministre britànic Winston Churchill preferia una Confederació del Danubi Centreeuropea per contrarestar aquests països contra Alemanya i Rússia. La política soviètica de Churchill respecte a l'Europa Central diferia enormement de la del president americà Franklin D. Roosevelt, ja que l'antic creia que el líder soviètic Stalin era un tirà semblant a un diable que dirigia un sistema vil.
Quan va ser advertit d'una possible dominació per part d'una dictadura de Stalin sobre part d'Europa, Roosevelt va respondre amb una declaració que resumia la seva justificació de les relacions amb Stalin: «Tinc la intuïció que Stalin no és aquest tipus d'home. ... Crec que si li dono tot el que puc i no li demano res a canvi, noblesa obligada, no intentarà annexionar res i treballarà amb mi per un món de democràcia i pau». Mentre es reunia amb Stalin i Roosevelt a Teheran el 1943, Churchill va declarar que Gran Bretanya estava vitalment interessada a restaurar Polònia com a país políticament independent. Gran Bretanya no va pressionar sobre l'assumpte per por que es convertís en una font de fricció interaliada.
El febrer de 1945, a la conferència de Ialta, Stalin va exigir una esfera soviètica d'influència política a l'Europa Central. Stalin finalment va ser convençut per Churchill i Roosevelt de no desmembrar Alemanya. Stalin va declarar que la Unió Soviètica mantindria el territori de l'est de Polònia que ja havien conquerit mitjançant la invasió el 1939 amb algunes excepcions, i volia un govern polonès prosoviètic al poder en el que quedaria de Polònia. Després de la resistència de Churchill i Roosevelt, Stalin va prometre una reorganització de l'actual govern prosoviètic sobre una base democràtica més àmplia a Polònia. Va afirmar que la tasca principal del nou govern seria preparar eleccions. Tanmateix, el referèndum del poble polonès de 1946 (conegut com el referèndum del Sí tres vegades) i les posteriors eleccions parlamentàries poloneses de 1947 no van complir els estàndards democràtics i van ser en gran part manipulades.
Els partits a Ialta van acordar a més que els països de l'Europa alliberada i els antics satèl·lits de l'Eix podrien crear institucions democràtiques de la seva pròpia elecció, d'acord amb el dret de tots els pobles a triar la forma de govern sota la qual viuran. Els partits també van acordar ajudar aquests països a formar governs provisionals promesos a l'establiment el més aviat possible mitjançant eleccions lliures i facilitar, si cal, la celebració d'aquestes eleccions.
A l'inici de la Conferència de Potsdam de juliol-agost de 1945, després de la rendició incondicional d'Alemanya, Stalin va repetir les promeses anteriors a Churchill que s'abstindria d'una sovietització de l'Europa Central. A més de les reparacions, Stalin va pressionar pel botí de guerra, que permetria a la Unió Soviètica confiscar directament propietats de les nacions conquerides sense limitació quantitativa ni qualitativa. Es va afegir una clàusula que permetia que això passés amb algunes limitacions.